# 關揚
關揚（？—1603年），號明吾，山東濟南府海豐縣（今山東省無棣縣）人，明朝政治人物。

## 生平
萬曆十三年（1585年）乙酉科山東鄉試第五名舉人。萬曆二十年（1592年）壬辰科三甲五十八名進士，户部觀政，六月授大同县知县，二十六年行取，考选南京山西道御史，三十一年卒于官。

## 家族
曾祖父關和；祖父關宗思；父親關直育。關揚子为康丕揚之女婿。